# Сестра Готорн
«Сестра́ Гото́рн» (англ. Hawthorne) — американская медицинская драма телеканала TNT с Джадой Пинкетт-Смит и Майклом Вартаном в главных ролях. Премьера сериала состоялась 16 июня 2009 года, а заключительная серия сериала, которая завершилась клиффхэнгером, вышла в эфир 16 августа 2011 года.
2 сентября 2011 года TNT объявил о закрытии сериала.

## Сюжет
Кристина Готорн — успешный руководитель младшего медицинского персонала в госпитале «Ричмонд Тринити» в Ричмонде, штат Виргиния и одна воспитывает дочь. Кристина должна справляться с ролью матери-одиночки, новыми отношениями с доктором Томом Уэйкфилдом и тем, что её бывшая свекровь стала членом совета директоров госпиталя…

## Актёры и персонажи
| Актёр              | Персонаж                  | Эпизоды | Сезоны       | Сезоны       | Сезоны       |
| Актёр              | Персонаж                  | Эпизоды | 1            | 2            | 3            |
| ------------------ | ------------------------- | ------- | ------------ | ------------ | ------------ |
| Джада Пинкетт-Смит | Кристина Готорн           | 30      | Постоянно    | Постоянно    | Постоянно    |
| Майкл Вартан       | Доктор Том Уэйкфилд       | 30      | Постоянно    | Постоянно    | Постоянно    |
| Дэвид Джулиан Хирш | Медбрат Рэй Стейн         | 22      | Постоянно    | Постоянно    | Периодически |
| Сулека Мэтью       | Медсестра Бобби Джексон   | 30      | Постоянно    | Постоянно    | Постоянно    |
| Кристина Мур       | Медсестра Кэнди Салливан  | 21      | Постоянно    | Постоянно    | Гость        |
| Ханна Ходсон       | Камилла Готорн            | 30      | Постоянно    | Постоянно    | Постоянно    |
| Ванесса Ленгиз     | Сестра-интерн Келли Ипсон | 29      | Периодически | Постоянно    | Постоянно    |
| Энн Рэмзи          | Бренда Маршалл            | 19      | Периодически | Периодически | Постоянно    |
| Адам Рэйнер        | Доктор Стив Шоу           | 20      |              | Периодически | Постоянно    |
| Марк Энтони        | Детектив Ник Рената       | 12      |              | Периодически | Постоянно    |
| Дерек Люк          | Доктор Майлз Бордо        | 8       |              |              | Постоянно    |
| Джеймс Моррисон    | Джон Морриси              | 18      | Периодически | Периодически | Периодически |
| Аиша Хиндс         | Изабель Уолш              | 8       | Периодически | Периодически |              |
| Коллинз Пенни      | Маркус Лидс               | 9       |              | Периодически |              |

## Награды и номинации
NAACP Image Award
- 2010: Победа — Выдающаяся актриса в драматическом телесериале (Джада Пинкетт-Смит)
- 2010: Номинация — Выдающийся драматический телесериал
- 2011: Номинация — Выдающаяся актриса в драматическом телесериале (Джада Пинкетт-Смит)
- 2011: Номинация — Выдающаяся актриса второго плана в драматическом телесериале (Ванесса Белл Кэллоуэй)
- 2011: Номинация — Выдающийся драматический телесериал

Prism Awards
- 2010: Номинация — Актёрская игра в драматическом эпизоде (Джада Пинкетт-Смит)
- 2010: Номинация — Эпизод драматического сериала — «Substance Use»

NAMIC Vision Awards
- 2010: Номинация — Драма

## Эпизоды
| Сезоны | Сезоны | Эпизоды | Дата оригинального показа | Дата оригинального показа |
| Сезоны | Сезоны | Эпизоды | Премьера сезона           | Финал сезона              |
| ------ | ------ | ------- | ------------------------- | ------------------------- |
|        | 1      | 10      | 16 июня 2009              | 18 августа 2009           |
|        | 2      | 10      | 22 июня 2010              | 24 августа 2010           |
|        | 3      | 10      | 14 июня 2011              | 16 августа 2011           |

### Сезон 1 (2009)
| № общий | № в сезоне | Название                                          | Режиссёр       | Автор сценария             | Дата премьеры   | Зрители в США (млн) |
| ------- | ---------- | ------------------------------------------------- | -------------- | -------------------------- | --------------- | ------------------- |
| 1       | 1          | «Pilot» «Пилот»                                   | Майкл Соломон  | Джон Масиус                | 16 июня 2009    | 3,82                |
| 2       | 2          | «Healing Time» «Время лечит»                      | Арвин Браун    | Джон Масиус                | 23 июня 2009    | 3,80                |
| 3       | 3          | «Yielding» «Уступка»                              | Джефф Блекнер  | Сара Торп                  | 30 июня 2009    | N/A                 |
| 4       | 4          | «All the Wrong Places» «Всё неправильно»          | Энди Волк      | Глен Маццара               | 7 июля 2009     | 2,63                |
| 5       | 5          | «The Sense of Belonging» «Чувство принадлежности» | Майк Роуб      | Анна К. Миллер             | 14 июля 2009    | 3,21                |
| 6       | 6          | «Trust Me» «Верь мне»                             | Эд Бианчи      | Джефф Рейк                 | 21 июля 2009    | 3,21                |
| 7       | 7          | «Night Moves» «Кино на ночь»                      | Роксанн Доусон | Билл Чейз                  | 28 июля 2009    | 3,61                |
| 8       | 8          | «No Guts, No Glory» «Нет кишок — нет славы»       | Энди Волк      | Лори Арент                 | 4 августа 2009  | 3,58                |
| 9       | 9          | «Mother's Day» «День матери»                      | Джефф Блекнер  | Глен Маццара               | 11 августа 2009 | 3,35                |
| 10      | 10         | «Hello and Goodbye» «Привет и пока»               | Джефф Блекнер  | Сара Торп и Анна К. Миллер | 18 августа 2009 | 3,52                |

### Сезон 2 (2010)
| № общий | № в сезоне | Название                               | Режиссёр      | Автор сценария                                                    | Дата премьеры   | Зрители в США (млн) |
| ------- | ---------- | -------------------------------------- | ------------- | ----------------------------------------------------------------- | --------------- | ------------------- |
| 11      | 1          | «No Excuses» «Никаких извинений»       | Джефф Блекнер | Глен Маццара                                                      | 22 июня 2010    | 3,42                |
| 12      | 2          | «The Starting Line» «Линия начала»     | Эд Бианчи     | Джон Масиус и Эрика Шелтон                                        | 29 июня 2010    | 2,95                |
| 13      | 3          | «Road Narrows» «Дорога сужается»       | Эд Бианчи     | Санг Кью Ким                                                      | 6 июля 2010     | 2,73                |
| 14      | 4          | «Afterglow» «Послесвечение»            | Джефф Блекнер | Дариан Голдберг и Шелли Милс                                      | 13 июля 2010    | 2,64                |
| 15      | 5          | «The Match» «Матч»                     | Майк Роуб     | Адам Е. Фиерро и Глен Маццара                                     | 20 июля 2010    | 2,86                |
| 16      | 6          | «Final Curtain» «Финальный занавес»    | Триша Брок    | Сара Торп                                                         | 27 июля 2010    | 2,63                |
| 17      | 7          | «Hidden Truths» «Спрятанные секреты»   | Джефф Блекнер | Дариан Голдберг и Шелли Милс                                      | 3 августа 2010  | 3,12                |
| 18      | 8          | «A Mother Knows» «Мама знает»          | Триша Брок    | Эрика Шелтон                                                      | 10 августа 2010 | 3,24                |
| 19      | 9          | «Picture Perfect» «Идеальная картинка» | Джефф Блекнер | Адам Е. Фиерро и Лиза Рэндольф                                    | 17 августа 2010 | 3,79                |
| 20      | 10         | «No Exit» «Выхода нет»                 | Джефф Блекнер | История: Адам Е. Фиерро и Глен Маццара Телесценарий: Глен Маццара | 24 августа 2010 | 3,48                |

### Сезон 3 (2011)
| № общий | № в сезоне | Название                                                        | Режиссёр          | Автор сценария                  | Дата премьеры   | Зрители в США (млн) |
| ------- | ---------- | --------------------------------------------------------------- | ----------------- | ------------------------------- | --------------- | ------------------- |
| 21      | 1          | «For Better or Worse» «К лучшему или худшему»                   | Питер Вернер      | Джон Тинкер                     | 14 июня 2011    | 2,58                |
| 22      | 2          | «Fight or Flight» «Борьба или полёт»                            | Сейт Манн         | Санг Кью Ким                    | 21 июня 2011    | 2,21                |
| 23      | 3          | «Parental Guidance Required» «Нужно родительское руководство»   | Майк Роуб         | Эллисон Роббинс и Джон Романо   | 28 июня 2011    | 2,42                |
| 24      | 4          | «A Fair to Remember» «Ярмарка воспоминаний»                     | Стивен Джилленхол | Дариан Голдберг и Шелли Милс    | 5 июля 2011     | 2,52                |
| 25      | 5          | «Let Freedom Sing» «Пусть свобода возликует»                    | Адам Кейн         | Сибил Гарднер                   | 12 июля 2011    | 2,42                |
| 26      | 6          | «Just Between Friends» «Только между друзьями»                  | Розмари Родригес  | Эллисон Роббинс и Джон Романо   | 19 июля 2011    | 2,25                |
| 27      | 7          | «To Tell the Truth» «Скажи мне правду»                          | Тони Голдвин      | Эллисон Роббинс и Сибил Гарднер | 26 июля 2011    | 2,19                |
| 28      | 8          | «Price of Admission» «Цена входного билета»                     | Розмари Родригес  | Джон Тинкер                     | 2 августа 2011  | 2,46                |
| 29      | 9          | «Signed, Sealed, Delivered» «Подписано, запечатано, доставлено» | Розмари Родригес  | Джон Романо                     | 9 августа 2011  | 2,35                |
| 30      | 10         | «A Shot in the Dark» «Выстрел во тьме»                          | Майкл Шульц       | Дариан Голдберг и Шелли Милс    | 16 августа 2011 | 2,87                |